# Alexander Hamilton
Alexander Hamilton (ur. 11 stycznia 1755 albo 1757 w Charlestown, zm. 12 lipca 1804 w Nowym Jorku) – amerykański polityk, przywódca Federalistów, twórca dolara amerykańskiego, jeden z ojców założycieli Stanów Zjednoczonych Ameryki.
Wizerunek Hamiltona widnieje na banknocie dziesięciodolarowym.

## Życiorys

### Dzieciństwo i młodość
Urodził się 11 stycznia 1755 albo 1757 na wyspie Nevis jako syn Rachel Fawcett Lavien. Matka Hamiltona była wcześniej zamężna z plantatorem Johnem Michaelem Lavienem i z tego związku pochodził syn, Peter. Około 1750 porzuciła męża, wiążąc się ze szkockim kupcem Jamesem Hamiltonem. Z tego związku, poza Alexandrem, urodził się jeszcze drugi syn James Jr. Niedługo po 1765 roku James Hamilton opuścił rodzinę, a Alexander nigdy potem już go nie spotkał. W wieku 11 lat, mieszkając w St. Croix, Alexander Hamilton rozpoczął pracę w firmie Nicolasa Crugera. Dwa lata później zmarła jego matka. W  wyniku postępowania spadkowego ani Alexander, ani James Jr nie odziedziczyli niczego. Bracia zostali oddani pod opiekę rodziny matki, jednak wkrótce potem zostali rozdzieleni – James Jr zamieszkał u swojego pracodawcy – cieśli, a Alexander – u Thomasa Stevensa.
W tamtym okresie Hamilton zawarł bliską znajomość z prezbiteriańskim pastorem, Hugh Knoxem, który wywarł duży wpływ na przyszłego sekretarza skarbu. To właśnie głównie dzięki jego staraniom w 1772 Hamilton wyjechał na studia do Nowego Jorku. Aby zostać przyjęty na King’s College (obecnie Columbia University), musiał przejść specjalny kurs. Z relacji rówieśników i profesorów wynikało, że uczył się bardzo dobrze i łatwo nawiązywał znajomości.

### Służba wojskowa

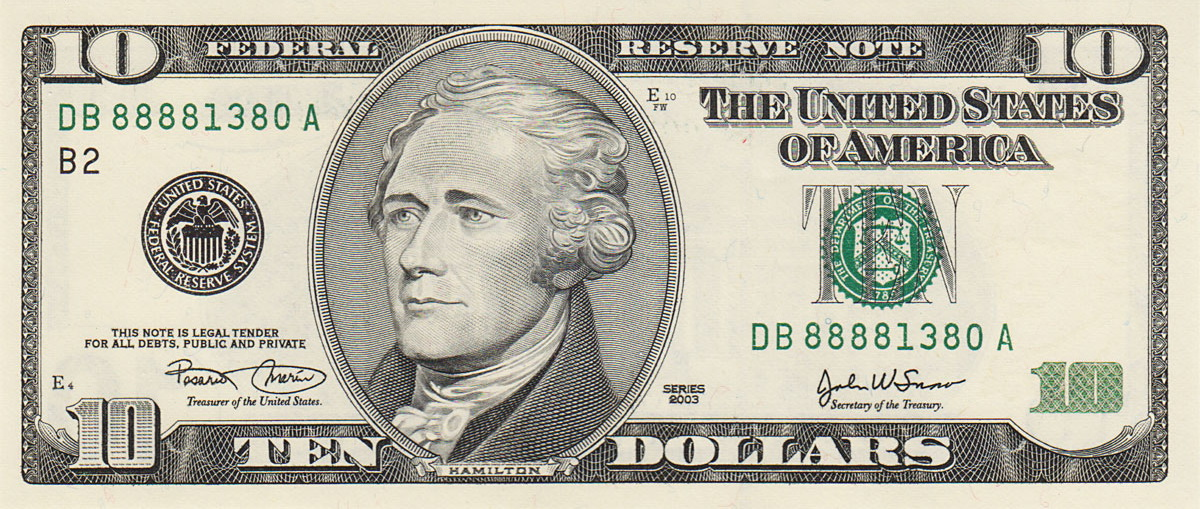
Awers banknotu dziesięciodolarowego z portretem Alexandra Hamiltona

W połowie lat 70. wstąpił do milicji Nowego Jorku, a na początku 1776 został dowódcą kompanii artylerii. Ten nowy obowiązek zmusił go do porzucenia studiów, na które powrócił dopiero po zakończeniu wojny. Hamilton musiał zadbać o odpowiednie wyszkolenie swoich podwładnych, jak również o regularne wypłacanie żołdu, który wynosił 10 szylingów. W maju 1776 do Nowego Jorku przybył generał Washington wraz z Armią Kontynentalną, aby przejąć kontrolę nad strategiczną prowincją. Dwa miesiące później nadeszła informacja, że podpisano Deklarację Niepodległości, co spowodowało, że każdy musiał się jawnie opowiedzieć za lojalistami lub patriotami.
Hamilton brał udział w wielu bitwach, m.in.: na Long Island, na wzgórzach Harlemu, pod White Plains, pod Princeton czy pod Trenton. W lutym 1777 roku został mianowany adiutantem generała Washingtona i awansowany na podpułkownika. Na początku lat 80. stosunki pomiędzy Washingtonem a Hamiltonem uległy znacznemu pogorszeniu – prawdopodobnie ze względu na małżeństwo Hamiltona i chęć zaimponowania młodej żonie (choć niektórzy biografowie zaznaczają, że wpływ miała także zdrada generała Benedicta Arnolda). Ostatecznie 31 lipca 1781 Washington przyjął dymisję Hamiltona, który został potem mianowany dowódcą piechoty lekkiej w Nowym Jorku.
Jesienią 1781 roku Hamilton objął dowództwo w Dobbs Ferry, a następnie wziął udział w bitwie pod Yorktown. Po tej bitwie poddał się dowódca wojsk brytyjskich generał Charles Cornwallis, co zakończyło wojnę o niepodległość Stanów Zjednoczonych.

### Kariera polityczna
Po służbie wojskowej przeszedł do służby cywilnej – objął urząd poborcy podatkowego miasta Nowy Jork. W tym samym czasie studiował prawo, a po zdaniu egzaminu stanowego został przyjęty do adwokatury w Albany, stolicy stanu Nowy Jork. Jako adwokat praktykował całe życie z wyjątkiem okresu, kiedy zajmował urzędy państwowe.
Był delegatem na Kongres Filadelfijski, który rozpoczął się 14 maja 1787, a jego celem nadrzędnym było wprowadzenie poprawek do Artykułów Konfederacji. Dwa lata później współtworzył i został dyrektorem Banku Nowego Jorku. Często działał wówczas na rzecz lojalistów, preferując model państwa bliższy brytyjskiej monarchii i arystokracji, co sprawiło, że jednym z jego najzagorzalszych przeciwników został późniejszy prezydent Thomas Jefferson. Jednak zawarł też cenną, z punktu widzenia polityki, przyjaźń z Jamesem Madisonem, którego poglądy w większości podzielał. Podczas obrad, Hamilton prawie nie zabierał głosu, ponieważ – jak tłumaczył – miał inne poglądy od większości reprezentowanego przez siebie stanu. Jedyne długie wystąpienie miało miejsce 18 czerwca 1787, w którym Hamilton przedstawił swoje poglądy i, zdaniem biografów, wykazał się błyskotliwym rozumowaniem i pomysłowością. Wystąpienie to walnie przyczyniło się do ożywionej dyskusji zwieńczonej opracowaniem końcowego dokumentu 17 września 1787, który miał stanowić Konstytucję. Konstytucja, aby zastąpić Artykuły Konfederacji, miała być poddana głosowaniu w poszczególnych stanach. Wraz z Gouverneurem Morrisem i Jamesem Madisonem, Hamilton zażądał zwołania specjalnej sesji Kongresu, podczas której chciał ustalić republikańską formę rządów.
Ponieważ istniała uzasadniona obawa, że stan Nowy Jork nie ratyfikuje Konstytucji, Alexander Hamilton (pod pseudonimem „Publius”), do spółki z Jamesem Madisonem i Johnem Jayem napisali obszerny komentarz do Konstytucji, zatytułowany „Federalista” (ang. The Federalist Papers). Przez lata istniał spór co do autorstwa fragmentów „Federalisty”. Badania z XX wieku przypisały bezsprzeczne autorstwo 5 spośród 85 artykułów Jayowi. Hamilton miał napisać około 40 artykułów, natomiast Madison niewiele mniej; kilka komentarzy napisali wspólnie. Wszystkie komentarze były pisane pod pseudonimami i dopiero w 1792 roku ujawniono tożsamości autorów. Niemniej, komentarze te walnie przyczyniły się do ratyfikacji Konstytucji przez stan Nowy Jork 26 lipca 1788 roku.
Antagonizmy pomiędzy Jeffersonem i Hamiltonem uwidoczniły się w konflikcie dotyczącym Towarzystwa Cyncynatów, którego celem była m.in. opieka nad rodzinami poległych żołnierzy. Członkostwo w grupie było dostępne tylko dla uczestników wojny, jednak statut pozwalał na dziedziczenie tytułu, co Jefferson oraz Benjamin Franklin uznawali za zagrożenie dla republiki. Dla zachowania równowagi utworzono Stowarzyszenie Tammany.

### Sekretarz skarbu
Najprawdopodobniej dzięki protekcji Roberta Morrisa, 11 września 1789, Hamilton został powołany na stanowisko sekretarza skarbu w gabinecie prezydenta Washingtona. Jego pierwszym zadaniem było przygotowanie raportu dla Kongresu, oceniającego stan finansów państwa. W okresie wojny o niepodległość nie były płacone podatki, więc państwo kupowało towary, pożyczając pieniądze z Europy, co spowodowało gwałtowny wzrost inflacji. W momencie, gdy Hamilton obejmował urząd, dług zewnętrzny USA wynosił 10 mln dolarów i ponad 3 mln odsetek i kar za zwłokę w płatnościach. Hamilton chciał odroczyć płatności dla Francji (co jednak okazało się niemożliwe), natomiast dług wewnętrzny chciał spłacić za pomocą ceł. Dług wewnętrzny składał się na dług kontynentalny (ok. 40 mln USD) i dług stanowy (ok. 25 mln USD). Ze względu na silną niechęć społeczeństwa do opodatkowania, sekretarz skarbu zdecydował się nałożyć podatki pośrednie (głównie akcyzy i cła), by w ten sposób przejąć długi stanowe. Równocześnie prowadził negocjacje z bankierami holenderskimi, by pomogli USA spłacić procenty pożyczek zagranicznych. W opublikowanym przez siebie raporcie (z 1790), stwierdzał, że na spłatę wszystkich długów, wraz z odsetkami potrzeba wydać ok. 4,5 mln dolarów rocznie. Zaznaczał także, że rząd powinien stworzyć bank centralny i wydrukować nowe papiery wartościowe, które zwiększyłyby płynność finansową i pobudziły gospodarkę.
W tym czasie wyraźnie zarysowały się antagonizmy pomiędzy Hamiltonem i jego dotychczasowym przyjacielem Madisonem. Plan sekretarza skarbu dotyczący długu narodowego i zewnętrznego został zaakceptowany, natomiast odrzucono jego propozycje w kwestii długu stanowego (tzw. „assumption”). Aby skłonić kongresmenów do zmiany głosu, Hamilton negocjował z ówczesnym sekretarzem stanu Thomasem Jeffersonem, który zgodził się poprzeć plan w zamian za zgodę na przeniesienie stolicy z Nowego Jorku do Filadelfii. Kompromis został osiągnięty i 16 lipca 1790 odbyło się głosowanie nad przeniesieniem stolicy, a 4 sierpnia nad ostatnią częścią planu Hamiltona. Tym samym Kongres zakończył obrady, jednocześnie zlecając Hamiltonowi opracowanie kolejnego raportu dotyczącego przyszłego opodatkowania i banku centralnego (raport był gotowy w grudniu 1790).
Marzeniem Hamiltona było powołanie banku centralnego Stanów Zjednoczonych z kapitałem 10 mln dolarów, który udzielałby krótkoterminowych pożyczek i miał prawo gromadzenia podatków. Pomimo dużych sprzeciwów (zwłaszcza stanów południowych), 20 stycznia 1790 Senat przyjął projekt. W Izbie Reprezentantów przeciwko bankowi wystąpił Madison, którego opór jednak okazał się niewystarczający, bowiem niższa izba także zagłosowała za projektem. Prezydent Washington podpisał ustawę 25 lutego 1791, a główna siedziba banku miała się mieścić w ówczesnej stolicy – Filadelfii. Wprawdzie pełna centralizacja systemu bankowego się nie udała, to jednak istnienie Banku Centralnego USA umożliwiło krajowi spłatę długów wewnętrznych i zewnętrznych. Hamilton za swoją działalność otrzymał honorowe tytuły Dartmouth College (1790), Harvard University (1792) oraz stopień Master of Arts Columbia University. Jednym z ostatnich raportów (uznawanym za magnum opus Hamiltona), mających na celu ratowanie sytuacji finansowej państwa był raport o manufakturach, w którym podkreśla, że podstawą amerykańskiej gospodarki jest przemysł, a nie rolnictwo czy handel.
Czując porażkę swojej polityki względem Anglii (I koalicja antyfrancuska), 31 grudnia 1793 Thomas Jefferson odszedł z rządu, dzięki czemu Hamilton stał się czołową postacią administracji Washingtona i zaczął być nazywany nieoficjalnym „premierem”. Wówczas jego głównym konkurentem wśród antyfederalistów został James Madison. Wśród opinii publicznej nasilały się trendy, by Stany Zjednoczone włączyły się do wojny z Wielką Brytanią. Kiedy okazało się, że ani Francja, ani Wielka Brytania nie przestrzegają neutralności wobec amerykańskich statków kupieckich, 28 marca 1794 prezydent Washington nałożył embargo na wszystkie statki przybijające do portów w USA. Konsekwencją tego była konieczność wysłania do Wielkiej Brytanii negocjatora, którym miał być Hamilton, jednak wobec silnej opozycji on sam zaproponował kandydaturę prezesa Sądu Najwyższego, Johna Jaya. Hamilton naszkicował mu projekt porozumienia z rządem brytyjskim. Porozumienie wkrótce zostało podpisane jako tzw. traktat Jaya, który wszedł w życie w 1796.
Wkrótce potem Hamilton zaczął odczuwać zmęczenie ciągłymi atakami zarówno na swoją osobę, jak i na politykę, którą prowadził. Sytuację pogorszyła jeszcze tzw. rebelia o whisky, który wybuchła w 1794. Ostatecznie Hamilton zrezygnował z funkcji sekretarza skarbu 31 stycznia 1795, a jego następcą został Oliver Wolcott Jr..

### Polityczna emerytura
Po wycofaniu się z funkcji sekretarza skarbu, Hamilton powrócił do praktyki adwokackiej w Nowym Jorku, choć nadal często kontaktował się z Washingtonem i doradzał swojemu następcy Wolcottowi. Do aktywności politycznej powrócił rok później, kiedy to odbywały się wybory prezydenckie. Jego głównymi kontrkandydatami byli republikanin Thomas Jefferson i federalista John Adams. Hamilton poniósł w tych wyborach porażkę, bowiem nielubiany przez niego Adams został wybrany różnicą zaledwie 3 głosów, natomiast protegowany Hamiltona Charles Pinckney przegrał. Jako nowy prezydent Adams zachował stary skład gabinetu, lecz miał własne grono doradców i Hamilton nie mógł już walnie wpływać na losy państwa.
W połowie 1797 roku dziennikarz James Callender, w porozumieniu z trzema kongresmenami: Jamesem Monroe’m, Frederickiem Muhlenbergiem i Abrahamem Venablem, rozpoczął kampanię przeciw Hamiltonowi. Opublikował kilka pamfletów, w których oskarżył Hamiltona o sprzeniewierzenia i oszustwa finansowe, a także o pozamałżeński romans. Wkrótce po tej aferze, ostatecznie zakończonej polubownie, pojawiło się ryzyko rozpoczęcia wojny z Francją. Zaistniała potrzeba stworzenia nowej armii, której głównodowodzącym miałby być emerytowany prezydent George Washington. Hamilton ponownie widział się w roli adiutanta wodza naczelnego i został wyznaczony jako czwarty w hierarchii dowództwa (po Washingtonie, McHenrym i Adamsie).
Ostatni okres aktywności politycznej Hamiltona związany był z wyborami prezydenckimi w 1800 roku. Po śmierci Washingtona Hamiltonowi zabrakło doradcy, co spowodowało konflikty i rozłamy w Partii Federalistycznej. Na kongresie w Filadelfii zdecydowano, że Adams ma się ubiegać o reelekcję, natomiast Hamilton, który nie przepadał za urzędującym prezydentem, lobbował za kandydaturą Charlesa Pickneya. Adams, przestraszony widmem porażki wyborczej, usunął z rządu Jamesa McHenry’ego i Timothy’ego Pickeringa, czym jeszcze bardziej zaszkodził swojej kandydaturze i doprowadził do zaostrzenia konfliktów w partii. W odpowiedzi Hamilton zaczął namawiać działaczy, by oddawali głosy po równo na Adamsa i Pickneya, chcąc zaszkodzić temu pierwszemu. Federaliści ponieśli klęskę w tych wyborach, bowiem w głosowaniu elektorów zwyciężyli republikanie – Thomas Jefferson i Aaron Burr otrzymali po 73 głosy. W takiej sytuacji o elekcji prezydenta, winna zdecydować Izba Reprezentantów. Ponieważ Hamilton bardziej nienawidził Burra, ostatecznie zdecydował się poprzeć Jeffersona, który został prezydentem.

### Śmierć

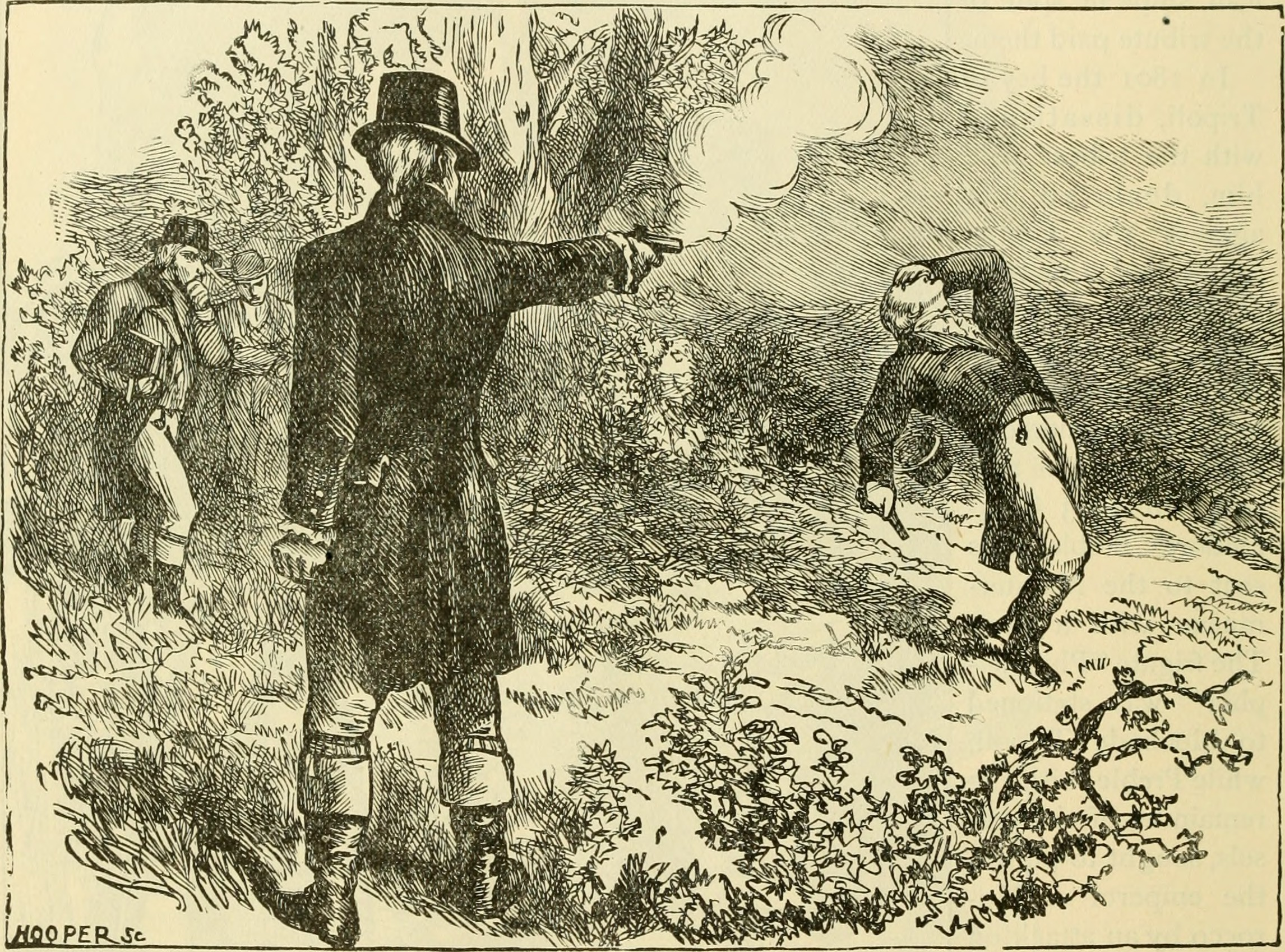
Pojedynek Burr–Hamilton

Hamilton był ostro skonfliktowany z Aaronem Burrem, wiceprezydentem USA w latach 1801–1805. W trakcie kadencji Burr kandydował także na urząd gubernatora stanu Nowy Jork, co było sprzeczne z przyjętą praktyką. Hamilton rozpoczął w prasie aktywną kampanię przeciwko Burrowi, przez co wiceprezydent wyzwał sekretarza skarbu na pojedynek.
Starcie odbyło się 11 lipca 1804 roku w New Jersey na polanie Weehawken nad rzeką Hudson, w tym samym miejscu, gdzie prawie 3 lata wcześniej (20 listopada 1801 roku) w wyniku pojedynku z George’em Eackerem śmierć poniósł syn Hamiltona, Philip. Adwersarze zjawili się tam około 7 rano wraz ze swoimi sekundantami – Nathanielem Pendletonem (Hamilton) i Williamem Van Nessem (Burr). Hamilton, który był przeciwnikiem pojedynków, planował w ogóle nie oddać strzału i tak też zrobił, natomiast Burr oddał jeden strzał, który okazał się śmiertelny. Ranny Hamilton został przewieziony w ciężkim stanie do szpitala, gdzie następnego dnia zmarł. Jego pogrzeb odbył się 14 lipca.
Śmierć Hamiltona okazała się także polityczną śmiercią Burra, który dokończył kadencję jako wiceprezydent, lecz utracił wszelkie poparcie i zmuszony był wycofać się z polityki.
Historycy i biografowie są zgodni, że Hamilton rozmyślnie pozwolił się zabić. Kwestią sporną jest, czy stało się to z przyczyn osobistych (śmierć najstarszego syna), społecznych (chęć zapewnienia trwałości Unii poprzez własną śmierć) czy politycznych (uniemożliwienie Burrowi zwiększenia zakresu władzy).

## Federaliści
Poglądy Hamiltona na gospodarkę, ale także na system rządzenia państwem doprowadził do otwartego konfliktu z Thomasem Jeffersonem. Spór ten zarysował się nie tylko wewnątrz gabinetu Washingtona, ale także w Kongresie i był początkiem formowania się partii politycznych. W rządzie pierwszego prezydenta zwolennikami Hamiltona byli: Henry Knox i Oliver Wolcott Jr.. W Kongresie popierali go m.in.: George Cabot, Rufus King, Philip John Schuyler, Oliver Wolcott, Oliver Ellsworth, Robert Morris czy James McHenry. Wokół Hamiltona skupiali się w dużej mierze kupcy i finansiści, a także zwolennicy reform ekonomicznych. Grupa ta, zwana federalistami, zakładała silną władzę centralną i rządem stabilizującym społeczeństwo i państwo.
Aby zorganizować kampanię na rzecz poparcia dla Hamiltona, jego współpracownicy zadbali o to, by najważniejszymi tytułami prasowymi zarządzali zwolennicy sekretarza skarbu. W 1789 zaczęto wydawać „The Gazette of the United States” – główne czasopismo federalistów. Rok później powstała „Columbian Centinel”, a w 1793 – pierwsza gazeta (prasa codzienna) – „The American Minerva”. W tym samym czasie wyraźnie zarysowane antagonizmy pomiędzy Hamiltonem i Jeffersonem doprowadziły do uformowania się dwóch partii – Partii Federalistycznej (której liderem był Hamilton) i Partii Demokratyczno-Republikańskiej (której liderem był Jefferson).
Hamilton, który budował partię na autorytecie Washingtona, podczas wyborów prezydenckich w 1792 usiłował doprowadzić do reelekcji federalisty Johna Adamsa na stanowisko wiceprezydenta. Działania te okazały się skuteczne, bowiem Adams uzyskał w Kolegium Elektorów 77 głosów (przy 50 głosach George’a Clintona).

## Życie prywatne
Swoją przyszłą żonę Elizabeth Schuyler, córkę generała Philipa Johna Schuylera, Hamilton poznał w 1779 w Morristown. Para pobrała się 14 grudnia 1780 w Albany. Mieli ośmioro dzieci: Philipa (prawnika), Angelicę (po śmierci brata popadła w chorobę psychiczną), Alexandra Jr., Jamesa Alexandra (sekretarza stanu w administracji Andrew Jacksona), Johna Churcha, Williama Stephena, Elizę i Philipa Jr.
Ich najstarszy syn (według biografów – najukochańszy syn Alexandra) Philip Hamilton jesienią 1801 roku wdał się w kłótnię z kapitanem George’em Eackerem, z którym był już wcześniej skonfliktowany. Podczas wymiany zdań Eacker wypowiedział się obraźliwie o ojcu młodego Hamiltona, co spowodowało, że ten ostatni wyzwał kapitana na pojedynek. Philip (który był przeciwnikiem zabijania w pojedynku) planował oddać strzał w powietrze, jednak Eacker postrzelił go, w wyniku czego młody Hamilton zmarł następnego dnia.

## Poglądy
Jeszcze w okresie studiów Hamilton nie był zwolennikiem całkowitego uniezależnienia kolonii północnoamerykańskich od Korony Brytyjskiej i jawnie prezentował swoje poparcie dla monarchizmu. Po wydarzeniach znanych jako „herbatka bostońska” i po I Kongresie Kontynentalnym w 1774 Hamilton nadal argumentował za utrzymaniem unii z Wielką Brytanią, zaznaczając, że powinna ona pozwolić obywatelom kolonii „być wolnymi, jak tego pragną”. Podczas służby wojskowej napisał kilka listów (pod pseudonimem „The Constitutionalist”), w których narzekał m.in. na Kongres zaniedbujący sprawy wojskowe. Zaznaczał jednak, że Kongresowi należy nadać większe uprawnienia, aby umocnić Unię i stworzyć jedno, silne państwo federalne, zastępując dotychczasową autonomię stanów. Poglądy te, powtarzane także podczas zjazdów Kongresu Kontynentalnego, wykorzystane zostały na początku XX wieku przez progresywistów, którzy – zachęcani przez prezydenta Woodrowa Wilsona – planowali szerokie reformy poprzez wzmocnienie państwa.

## Wątek kulturalny
W kulturze popularnej XX wieku, Hamilton pojawiał się często wyłącznie jako postać drugoplanowa w opowieściach poświęconych innym Ojcom Założycielom USA. W porównaniu z nimi przyciągał jednak stosunkowo niewielką uwagę w amerykańskiej kulturze, oprócz umieszczenia jego podobizny na banknocie o nominale 10 dolarów. Sytuacja ta została całkowicie odwrócona wraz z premierą musicalu Hamilton w 2015 roku, który spowodował lawinowe zainteresowanie tą postacią historyczną oraz zalążek kolejnych projektów kulturalnych z nią związanych. Na skutek tego sukcesu zrezygnowano z zamiaru wycofania wizerunku Hamiltona z banknotu 10-dolarowego.

### Teatr i film
Sztuka teatralna Hamilton, która została wystawiona na Broadwayu w 1917 roku, została napisana przez George’a Arlissa, który zagrał tytułową rolę. Arliss odtworzył ponownie rolę Hamiltona w filmie z 1931 roku, którego scenariusz był oparty na przedstawieniu scenicznym.
W 2015 roku postać Hamiltona została znacząco doceniona poprzez sukces widowiska muzycznego na Broadwayu Hamilton: An American Musical. Musical, stworzony przez Lina-Manuela Mirandę, który wcielił się również w główną rolę, został oceniony przez New Yorkera jako niezwykłe osiągnięcie. Między innymi, produkcja Off-Broadway zdobyła nagrodę Drama Desk Award 2015 za musical, jak również siedem innych nagród Drama Desk. W 2016 r. musical Hamilton otrzymał nagrodę Pulitzera za dramat i ustanowił rekord z szesnastoma nominacjami do nagrody Tony Award, z których finalnie w jedenastu kategoriach został zwycięzcą, w tym za najlepszy musical. W 2020 na podstawie musicalu nakręcono pełnometrażowy film.

### Literatura
- Postać Hamiltona, stała się inspiracją dla powieściopisarki Gertrude Atherton do napisania fikcyjnej biografii zatytułowanej „Conqueror, Being the True and Romantic Story of Alexander Hamilton”, którą opublikowano w 1902 roku[99]. Natomiast biografia napisana przez Rona Chernowa była materiałem źródłowym dla musicalu.
- Hamilton był również bohaterem w powieści historycznej Gore Vidala „Burr” z 1973 roku[100].
- L. Neil Smith obsadził Hamiltona jako głównego złoczyńcę na tle historycznym swojej powieści z 1980 roku The Probability Broach(inne języki) i jej kontynuacji w serii Konfederacji Ameryki Północnej(inne języki).[101].

### Telewizja
- Postać Hamiltona powróciła jako główna rola w krótkim serialu „The Adams Chronicles(inne języki)” z 1976 roku[102].
- George Washington II: The Forging of a Nation, serial telewizyjny z 1986 roku, w którym główną postacią był Hamilton, w roli Richarda Bekinsa[103].
- John Adams, miniserial HBO z 2008 roku, który opowiadał o II prezydencie Stanów Zjednoczonych uwzględnił również jego konflikt z Hamiltonem, w którego wcielił się Rufus Sewell[104]
- Szpiedzy Waszyngtona, dramat AMC, w którym Sean Haggerty powracał jako Hamilton w ostatnich dwóch sezonach (2016–2017).

### Inny
- Zorganizowana grupa niewiernych wyborców w wyborach prezydenckich w USA w 2016 r. nazwała się „elektorami Hamiltona”, starając się połączyć swoje działania z artykułem 68 cyklu esejów Federalista[105].